# Жилбер д'Есаи
Жилбер д'Есаи (на френски: Gilbert d'Aissailly, известен и с имената Gisberto, Gerbert, Gilbert d'Assalyt, de Aissailly, d'Assilan; на латински: Gilbertus Assaliensis/Salliensis или Girardus Assaby) († 1183), е френски рицар, 5-ият велик магистър на Ордена на рицарите-хоспиталиери. Той е начело на ордена в периода 1163 – 1169/1170 година.

## Биография
След смъртта на Арно дьо Компс, за негов приемник е избран Жилбер д'Есаи. Роден е в благородническо семейство от Лангедок, Франция.
При неговото управление Орденът придобива през 1168 г. замъка Белвоар, както и района на Каукаб ал-Хава, северно Бейт-Шеан. Милитаризацията на Ордена продължава и в рамките на няколко години хоспиталиерите сериозно започват да съперничат на тамплиерите във военна мощ. Жилбер д'Есаи е един от водачите на кръстоносния поход в Египет, воден от крал Амалрих I Йерусалимски. След като на 3 ноември 1168 г. кръстоносците превземат Пелусиум, кампанията завършва с провал през 1169 г. Тъй като в резултат на финансирането на военния поход, Орденът силно задлъжнява, Жилбер д'Есаи подава оставка от поста велик магистър през 1169/1170 г.
След напускането на ордена води отшелнически живот. През 1183 г. по време на пътуване към Англия, където възнамерява да посети английския крал Хенри II, се удавя в Ламанша, в близост до Диеп. Негов приемник е Гастон дьо Мюрол.